# Trompetenfische

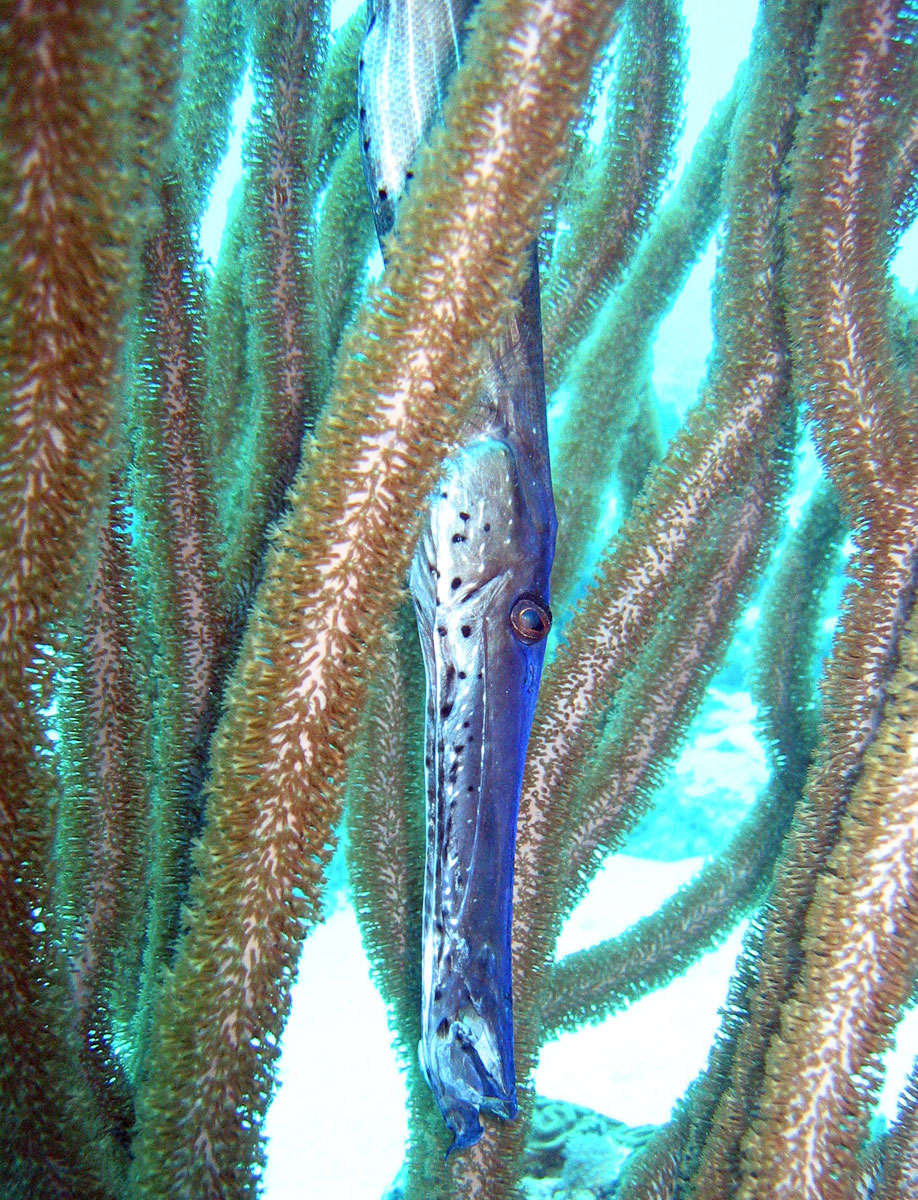
Westatl. Trompetenfisch zwischen Gorgonienzweigen

Pazifischer Trompetenfisch zwischen Kaninchenfischen: eine typische Jagdtechnik

Die Gattung der Trompetenfische (Aulostomus) gehört zur Ordnung der Seenadelartigen, umfasst nur drei bekannte Arten und steht monotypisch in der Familie Aulostomidae. Ihr schlanker, langgezogener Körper macht sie nahezu unverwechselbar – lediglich eine Verwechslung mit den noch schlankeren, meist aber auch längeren und blasseren Flötenfischen liegt nahe. Trompetenfische treten in verschiedenen Färbungen auf, die meist sehr gut an die Umgebung angepasst sind. Die Ausnahme bildet Aulostomus chinensis, der meist in leuchtendem Gelb vorkommt. Trompetenfische leben in tropischen Meeren meist in Korallenriffen, Jungtiere auch in Seegraswiesen.

## Merkmale
Trompetenfische werden 75 Zentimeter bis einen Meter lang. Ihr Kopf kann ein Drittel der Standardlänge erreichen. Das Maul ist röhrenartig und von kleinen Zähnen besetzt. An der Spitze des Unterkiefers befindet sich eine fleischige Bartel. Der schuppige Körper ist langgestreckt und seitlich abgeflacht. Die Anzahl der Wirbel beträgt 59 bis 64, davon 24 bis 26 Rumpfwirbel und 35 bis 38 Schwanzwirbel. Die Rumpfwirbel haben zwei gleichartige seitliche Auswüchse. Die Körpermuskulatur wird von einem Netzwerk verwobener knöcherner Strukturen gestützt (nachgewiesen für A. chinensis). Das Seitenlinienorgan ist gut entwickelt.
Flossenformel: Dorsale VIII–XII/23–28, Anale 25–28, Ventrale 6.
Die kurzen Hartstrahlen der Rückenflosse sitzen voneinander isoliert und ohne Flossenmembran etwa in der Körpermitte. Die weichstrahlige Rückenflosse bildet mit der gegenüberstehenden Afterflosse und der abgerundeten, an einem schlanken Schwanzstiel sitzenden Schwanzflosse das Hauptantriebsorgan der Stoßräuber. Die Bauchflossen sitzen weit hinten, etwa in der Körpermitte, der Anus kurz vor der Afterflosse.

## Lebensweise
Trompetenfische sind tagaktive Raubfische. In Riffen sieht man sie häufig nicht nur horizontal, sondern auch in verschiedensten Schräglagen und sogar senkrecht, aber bewegungslos, im Wasser stehen, um sich so – z. B. in Seegras, zwischen Gorgonien oder Weichkorallen – zu verstecken. Durch Strömung oder Wellen verursachte Bewegungen ihrer Verstecke machen die Trompetenfische mit. Sie ernähren sich von Kleinfischen und können bei der Jagd blitzartig aus ihrer Ruheposition hervorschnellen. Eine besondere Jagdtechnik zeigt das Bild rechts unten: Der Trompetenfisch schwimmt dicht über einem oder zwei anderen Fischen, um von möglichen Opfern nicht bemerkt zu werden. Der gelbe Aulostomus chinensis wählt hierzu oft die ebenfalls gelben Kaninchenfische. Aus dieser Deckung heraus stößt er dann blitzschnell zu.

## Fortpflanzung
Die Fortpflanzungsbiologie der Trompetenfische ist nur wenig bekannt. Beobachtet wurde Balzspiel im Freiwasser, an dem mehrere Männchen und ein Weibchen beteiligt sind. Nach einiger Zeit bleibt nur ein Männchen übrig, das die Balz fortsetzt. Gelaicht wird nach Sonnenuntergang, kurz vor Eintritt der völligen Dunkelheit. Eier und Larven der Trompetenfische wurden bisher nicht beschrieben.

## Arten
| Deutscher Name                  | Wissenschaftlicher Name                 | Verbreitung                    | Bild                            |
| ------------------------------- | --------------------------------------- | ------------------------------ | ------------------------------- |
| Pazifischer Trompetenfisch      | Aulostomus chinensis (Linnaeus, 1766)   | Tropischer Indopazifik         | Pazifischer Trompetenfisch      |
| Westatlantischer Trompetenfisch | Aulostomus maculatus Valenciennes, 1841 | Tropischer westlicher Atlantik | Westatlantischer Trompetenfisch |
| Ostatlantischer Trompetenfisch  | Aulostomus strigosus Wheeler, 1955      | Tropischer östlicher Atlantik  | Ostatlantischer Trompetenfisch  |